# ネプトゥーヌス
ネプトゥーヌス（古典ラテン語：Neptunus）は、ローマ神話における海の神。妻はサラーキア。長母音を省略してネプトゥヌスとも呼ばれる。
元々どのような神であったかはよく分かっていないが、泉や河川、湖沼を司る水の神であったとされる。ギリシア神話のポセイドーンと同一視され、馬の神としても崇拝されるようになったため、ローマ神話の馬の神コーンススとも同一視されるようになった。祭日ネプトゥーナーリア (Neptunalia) は7月23日であり、ローマ市民は木の枝で屋根を作り飲食をおこなった。
他のローマの神同様、ネプトゥーヌスの神話はほとんどがポセイドーンのものである。

## 水中の火

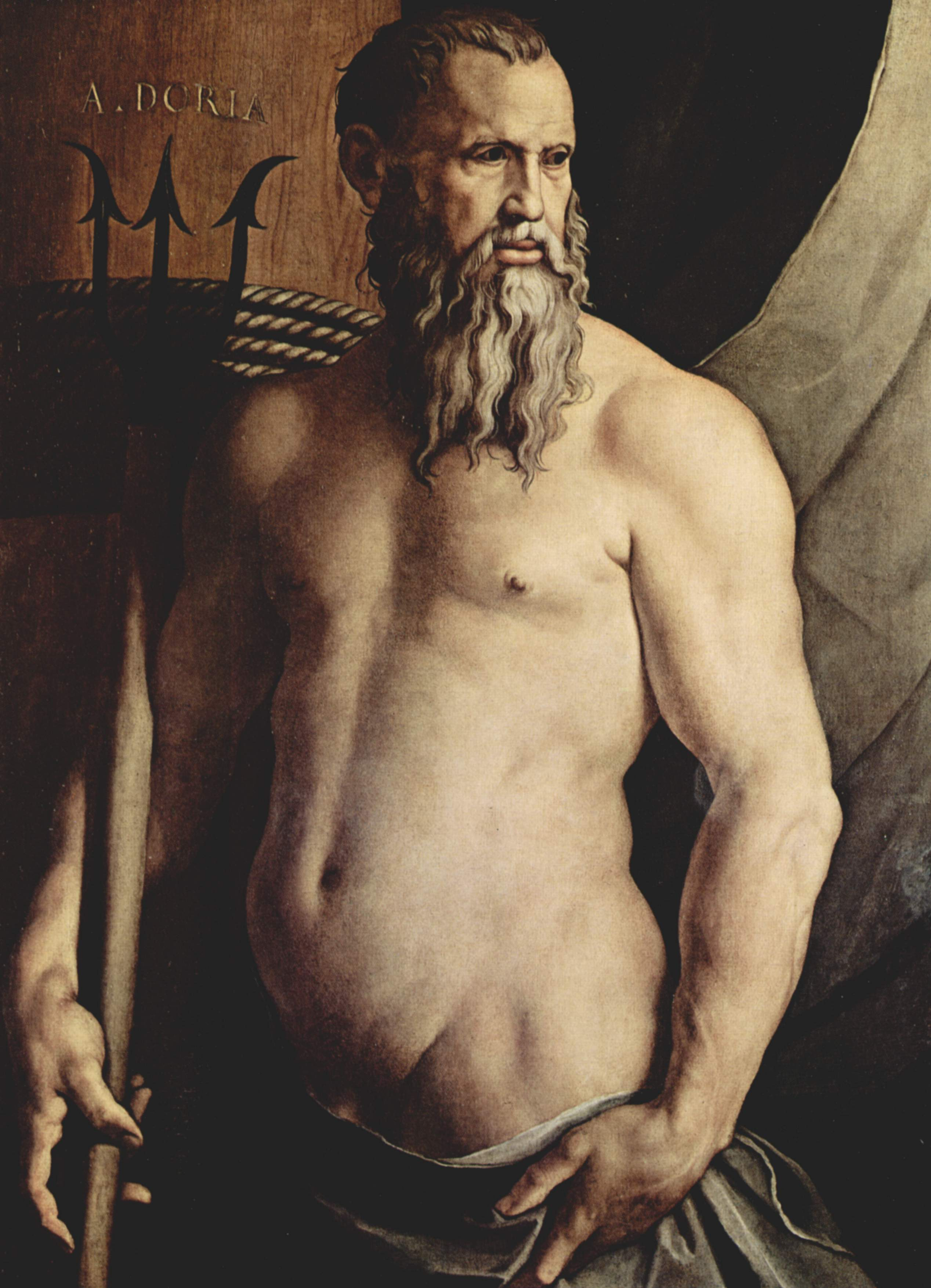
アーニョロ・ブロンズィーノの1540-1550年頃の絵画『ネプトゥヌスに扮したアンドレア・ドーリア』。ブレラ美術館所蔵。

### 起源
ネプトゥーヌスは語源的にケルト神話のネフタンやインド神話・イラン神話のアパーム・ナパートと関連性が指摘されており、いずれも古いインド・ヨーロッパ語族系神話の水神に起源を有すると考えられている。音韻的にはいずれもインド・ヨーロッパ祖語の *neptonos（水の神〈？〉）か *h2epōm nepōts（水の孫・息子・甥）に遡ることが可能で、いずれも類似した構成の神話を持っている。水中に神聖な炎があり、この炎は手出しをしてはいけないか、または穢れのない人物しか触ってはならなかった。しかしあるとき、そういう資格を持たない人物が炎を手に入れようとして失敗した。炎の周りの水はあふれ出し、そこから河川が誕生した。

### ローマ神話
エトルーリアとのウェイイー戦争（伝説によれば紀元前396年）が行なわれていたとき、ローマの南東20kmあたりにあるアルバーヌス湖が、突如水位を増し始めた。季節は秋で、水が増える自然の要因はまったく考えられなかった。7月23日（ネプトゥーナーリア祭の日）、水かさはどんどん増していき、ついにはまわりを取り囲む丘陵を破って大きな流れがブドウ畑や畑のある低地を進みながら海のほうへと進んでいった。元老院はこれが何かの予兆だと考え、デルポイに神託を諮りに使者を出した。神託によると、この現象は先祖代々のラティウム祭をしきたりどおりに行なわなかったための怒りであり、アルバーヌスの水はもとの河床に押し戻すか、または運河や堀を造って流れを整えよ、とのことだった。そこで祭司たちは儀式を執行し、人々は運河を造営した。この伝説のなかには「炎」の要素はみあたらないが、比較神話学者のヤン・プーヴェルは、ローマの歴史家ティトゥス・リーウィウスがこの水の氾濫を止めたことを extinguere（英語の extinguished）と表現していることに着目した。これはリーウィウスの時代、通常は「炎を消す」という意味で用いられた動詞だったからである。ただし最初にこの神話の類似を論じたジョルジュ・デュメジルは、この解釈は弱いとして反論している。

### ギリシア神話
ギリシア神話においては、ダナオスの娘アミューモーネーが水を探しに行ったときサテュロスに襲われたが、それを助けた海神ポセイドーンは三叉の矛でもって大地を打ち、そこから泉があふれ出した。ポセイドーンはアミューモーネーと通じ、彼女はナウプリオスを産んだ。音韻的には無関係だが、ダナオス（< *da-「水の流れ」）の娘の夫（＝義理の息子＝水の男性親類）が３に関係のある事項によって水をあふれ出させるという構造は他の神話と一致するものである。

### ケルト神話
アイルランドの伝説においては、ネフタン (Nechtan) は秘密の井戸の所有者であり、その井戸は彼と彼の3人の酌人のみが使うことができた。もし誰かが近づくと、井戸の水の中にある炎によって眼が焼かれてしまうのである。しかしネフタンの妻であるボアンド (Boand) は水を井戸からくみ出そうとした。彼女は三回半時計回りに井戸をまわり、そして三箇所を切断された（大腿・手・眼）。水は溢れかえって海へと流れ出し、ボアンドはそこで溺死してしまった。その流れは今では彼女の名前を取ってボイン川と呼ばれている。

### ペルシア・インド神話
ペルシア神話においては、王権の象徴である炎フワルナフは、アパム・ナパート神 (Apąm Napāt) によってウォルカシャ湖に安置されていた。アーリア人（ペルシア人）のみがフワルナフを入手することができたのだが、非ペルシア人のフランラスヤンが3回この湖に飛び込んでフワルナフを得ようとした。フワルナフは逃げ出し、そのたびに湖の水があふれて3つの川が流れ出した。
インドにこの神話はないがアパーム・ナパート (Apām Napāt) という同名の神格が存在し、これは炎であると同時に水中に棲むとされていた。

## 異説
これら諸神話を比較すると、ローマのみ、人力によって水の流れを制御していることが特徴的である（ほかの神話では「自然に」川が流れている）。デュメジルはこの点に注目し、ローマ人はネプトゥーナーリア祭において、自然の川の制御だけではなく、人工の水の流れの制御についても祈りを捧げていたのではないかと考えた。しかしネフタンやネプトゥーヌスの語源については別の説も呈示されている。また、インド・ヨーロッパ語族という観点とは別に、ネプトゥーヌスはエトルーリア神話の水と井戸の神ネスンス（Neþuns < *nep-「湿」）と神格および名称が類似している。現在神話の残っていないネプトゥーヌスの原神話を再構築するには多くの難関が存在しているのである。